# Йовіл Таун
«Йо́віл Та́ун» (англ. Yeovil Town Football Club) — англійський футбольний клуб з Йовіла. Заснований 1895 року як «Йовіл Кажуалз» (англ. «Yeovil Casuals»).

## Досягнення
- Перша футбольна ліга
  - Переможці плей-оф: 2012-13
- Чемпіони Другої футбольної ліги: 2004-05
- Футбольна Конференція
  - Чемпіони: 2002-03
  - Віце-чемпіони: 2000-01
- Володарі Трофею Футбольної Асоціації: 2002